# Anievas
Anievas és un municipi de la Comunitat Autònoma de Cantàbria. Limita al nord amb Los Corrales de Buelna i San Felices de Buelna, a l'oest i sud amb Arenas de Iguña i a l'est amb Corvera de Toranzo. Aquest petit municipi situat en el centre geogràfic de Cantàbria es conforma com una petita vall en la conca del Riu Besaya.

## Localitats
- Barriopalacio, 106 hab.
- Calga, 48 hab.
- Cotillo (Capital), 135 hab.
- Villasuso, 87 hab.

Els principals trets d'aquest municipi són els de l'interior de Cantàbria, la principal activitat econòmica és la ramaderia i l'agricultura i la tendència demogràfica és cap a una població més envellida (a causa de la migració dels joves).

## Demografia
| 1900 | 1910 | 1920 | 1930 | 1940 | 1950 | 1960 | 1970 | 1980 | 1990 | 2000 | 2005 |
| ---- | ---- | ---- | ---- | ---- | ---- | ---- | ---- | ---- | ---- | ---- | ---- |
| 661  | 722  | 705  | 622  | 716  | 663  | 634  | 603  | 499  | 477  | 381  | 381  |

Font: INE

## Administració
| Eleccions municipals, 25 de maig de 2003 |      |        |          |
| Partit                                   | Vots | %      | Regidors |
| PP                                       | 199  | 43,75% | 5        |
| PRC                                      | 59   | 18,61% | 1        |
| PSOE                                     | 53   | 16,72% | 1        |

- Alcalde electe: José Díaz Gómez (PP).

| Eleccions municipals, 27 de maig de 2007 |      |        |          |
| Partit                                   | Vots | %      | Regidors |
| PP                                       | 178  | 58,36% | 5        |
| PRC                                      | 70   | 22,95% | 1        |
| PSOE                                     | 48   | 15,74% | 1        |

- Alcalde electe: José Díaz Gómez (PP).